# 郭小川
郭小川（1919年9月2日—1976年10月18日），原名郭恩大，河北丰宁人，中国近代诗人。

## 生平
郭小川出生于河北省豐寧縣凤山镇，1933年，为逃避入侵承德的日本侵略军，随父母逃往北平市，先后进入蒙藏学校、东北大学工学院学习，并积极参加抗日救亡学生运动。1937年7月7日发生七七事变（盧溝橋事變），他离家到山西省参加八路军，于同年11月参加中国共产党。
他在部队写下大量诗歌，1941年被选送到陝西省延安市中央研究院学习，1945年(民國34年)11月，担任热河省丰宁县县长，1946年6月，任热西专署民政科长。1948年后到新闻系统工作，先后担任《群众日报》副总编兼《大众日报》社社长、《天津日报》社编委兼编辑部主任。中华人民共和国成立后，先后在中共中央中南局宣传部、中共中央宣传部等单位工作。并任中国作家协会书记处书记、秘书长及《诗刊》编委等职。
在文化大革命期间，郭小川曾多次受到迫害，并下放到河南林县劳动。四人帮被逮捕后，被招回京，在安阳招待所住宿时，夜晚由于睡前服用安眠药后又吸烟，烟头掉落在床上，引燃塑料床垫导致产生大量有毒气体窒息而死。

## 作品风格
郭小川的诗歌立意深刻，他对诗的格式进行过各种尝试，曾创作了楼梯式、自由体、新辞赋体等，具有鲜明的时代光彩，被称为政治抒情诗，朗朗上口，韵味十足。

## 主要作品
《女性的豪歌》、《夏》、《热河曲》、《我们歌唱黄河》、《甘蔗林-青纱帐》、《团泊洼的秋天》、《望星空》、《祝酒歌》、《將軍三部曲》等。
- 《郭小川诗选》 （上下）1985-02 人民文学出版社
- 《郭小川全集》共12卷，广西师范大学出版社，2000年。1-3诗，4小说，5散文，6杂文。7书信，8-10日记，11-12编外。
- 《郭小川1957年日记》郭小惠、郭小林 整理， 河南人民出版社 / 2000